# Oscar Straus

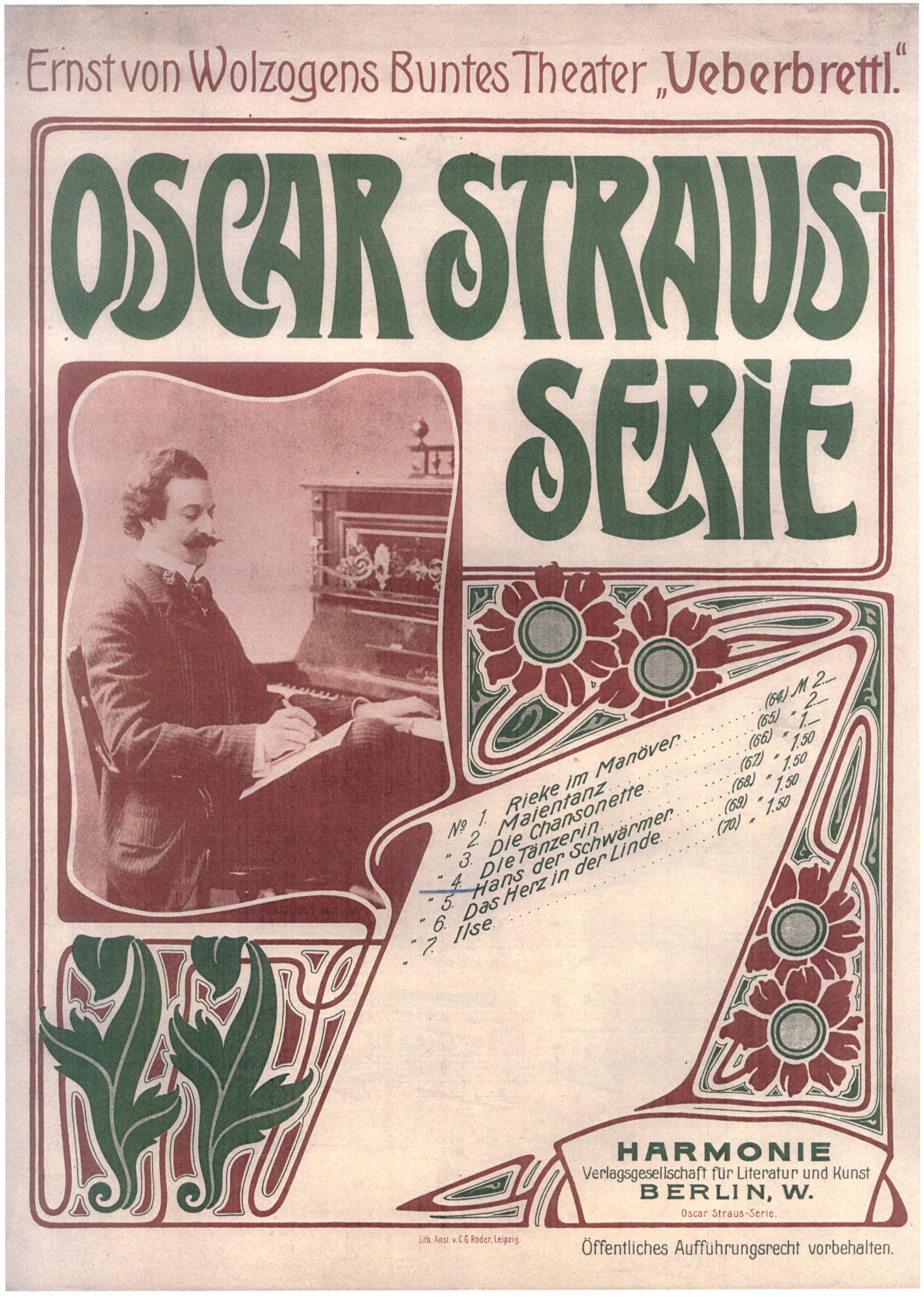
Oscar Straus
pe un afiş al vremii

Oscar Straus (n. 6 martie 1870, Viena, Austria — d. 11 ianuarie 1954, Bad Ischl, Austria) a fost un compozitor austriac, celebru pentru operetele sale, cea mai cunoscută fiind Un vis de vals (Ein Walzertraum), compusă în 1907.